# 天主教贝蒂亚教区
天主教貝蒂亞教區 （拉丁語：Dioecesis Bettiahensis）是羅馬天主教的一個教區，包括印度比哈爾邦西北部五縣，受巴特那總教區管轄。
當地曾在1892年4月20日建立過宗座監牧區，1919年5月19日升為巴特那教區。而目前的教區成立於1998年6月27日。2012年有教友5,810名，佔轄區總人口少於百分之0.1。由卅六名司鐸名管理十二個堂區。目前教區主教為席位處於出缺狀態。